# Gasaraki
Gasaraki (jap.: ガサラキ Gasaraki) ist eine 1998 produzierte japanische Anime-Fernsehserie, die unter der Regie von Ryosuke Takahashi entstand. Sie wurde in mehrere Sprachen übersetzt und als Manga und Videospiel adaptiert.

## Handlung
In einer nahen Zukunft entwickelt die mächtige japanische Familie Gowa, eine alte Waffenhändler-Dynastie, zweibeinige Kampf-Mecha – die sogenannten „Tactical Armor“ (kurz „TA“) – und wartet auf eine Gelegenheit, diese in echten Einsätzen demonstrieren zu können.
Dann bricht ein Krieg aus zwischen der NATO und der fiktiven mittelöstlichen Atommacht Belgistan. Als amerikanische Truppen die Hauptstadt von Belgistan einnehmen wollten, wurden sie von, wie es scheint, gegnerischen TAs ausgelöscht. Somit ist die Gelegenheit da, die TAs werden mit einer Black Ops Einheit der japanischen Armee zum Einsatz nach Belgistan gebracht. Dabei ist auch der Pilot Yūshiro Gowa, eigentlich Zivilist. Er ist eine Art Geheimwaffe der Gowas, denn er besitzt besondere psychische Fähigkeiten, mit denen er sich als Pilot mit seiner TA synchronisieren kann. In Belgistan trifft er auf die geheimnisvolle gegnerische TA-Pilotin Miharu, mit der er eine tiefe spirituelle Verbundenheit zu teilen scheint.

## Charaktere
- Yūshiro Gowa (豪和 ユウシロウ)

Er ist die Hauptfigur der Serie, ein eher schüchterner Teenager, der aufgrund seiner besonderen psychischen Fähigkeiten von seinen älteren Brüdern der Gowa Familie als Pilot für das TA System ausgenutzt wird.
- Miharu (ミハル)

Miharu ist ein introvertiertes Mädchen, das für die geheime Organisation Symbol, Gegenspieler der Gowa Familie, TA-Pilotin ist, wobei die Tactical Armor von Symbol „Fake“ heißen.

## Entstehung und Veröffentlichungen
Die Fernsehserie entstand 1998 unter der Regie von Ryosuke Takahashi der für das Studio Sunrise arbeitete. Hinter der Produktion stand der japanische Fernsehsender TV Ōsaka. Für das Design der Charaktere und der Szenen waren Shuko Murase, Shinji Aramaki, Yutaka Izubuchi und Atsushu Yamagata zuständig. Die Animation übernahmen Tatsuya Suzuki und Takuya Suzuki.
Der 25 Folgen umfassende Anime wurde erstmals vom 4. Oktober 1998 bis zum 28. März 1999 im japanischen Fernsehen auf TV Ōsaka ausgestrahlt. The Anime Network strahlte die Serie auf Englisch aus, Crunchyroll und Youtube veröffentlichten sie online mit Untertiteln und bei Crunchyroll auch mit Synchronisation. Außerdem erschienen spanische, portugiesische und französische Fassungen.

## Synchronsprecher
| Rolle            | Japanischer Sprecher (Seiyū) |
| ---------------- | ---------------------------- |
| Yuushiro Gowa    | Nobuyuki Hiyama              |
| Miharu           | Mami Kingetsu                |
| Kazukiyo Gowa    | Yūji Takada                  |
| Kiyotsugu Gowa   | Sho Hayami                   |
| Kiyoharu Gowa    | Isshin Chiba                 |
| Meth             | Tokuhiro Natsuo              |
| Phantom          | Issei Miyazuki               |
| Misuzu Gowa      | Satomi Kōrogi                |
| Tamotsu Hayakawa | Kunihiko Yasui               |

## Manga
Parallel zum Anime kam bei Kadokawa Shoten ein Manga heraus, der von Meimu gestaltet wurde. Er erschien zunächst im Magazin Newtype und wurde später in vier Bänden zusammengefasst. Eine deutsche Übersetzung erschien ab Mai 2002 bei Planet Manga. Die Serie wurde auch ins Spanische und Chinesische übersetzt.

## Videospiel
Am 13. Januar 2000 erschien ein auf der Animeserie basierendes Videospiel für die PlayStation mit dem Titel Tactical Armor Custom Gasaraki.

## Rezeption
In der Animerica wird die Serie mit den kurz zuvor sehr erfolgreich veröffentlichten Neon Genesis Evangelion und Cowboy Bebop verglichen – sie sei ebenso tiefsinnig und technisch gekonnt umgesetzt. Jedoch sei Gasaraki noch düsterer und realistischer, komme ohne riesige Roboter und Fanservice aus. Die eher anspruchsvolle, ernsthafte Aufmachung könne daher manchen Zuschauer missfallen, der vor allem Unterhaltung sucht. Die Geschichte baut sich gut durchdacht und behutsam auf, kann dadurch aber nicht gleich in der ersten Folge begeistern. Die Figuren böten Identifikation sowohl für ältere als auch jüngere Zuschauer. Der große Realismus, die düstere Action und die realistischen Roboter, die durch die Bezüge zum damals erst kurz vergangenen Golfkrieg bestärkt werden, nennt auch die Anime Encyclopedia. In Bezug auf Neon Genesis Evangelion nennt sie Gasaraki eine der erfolgreichsten Nachahmer von deren Konzept, das zudem durch einige Variationen aufgefrischt werde. Laut der deutschen Mangaszene wird man Gasaraki jedoch nicht gerecht, wenn man sie nur als NGE-Klon abtut. Die Serie biete einen „fesselnden, dicht gewebten Plot“ und als weiteres Highlight eine „mit traditionellen japanischen Elementen durchsetzte Filmmusik“. Auch hier werden die realistischen Designs hervorgehoben, ebenso wie die gute Animationsqualität. Zu kurz komme jedoch die Charakterentwicklung; selbst mit den Protagonisten könne sich der Zuschauer kaum identifizieren.

“Although Ryousuke Takahashi's twenty-five part animated series Gasaraki begins very slowly and only gradually reveals its characters as more than automatons performing various military functions, once the narrative starts to unfold and the characters emerge as individuals, the series becomes both exciting and emotionally affecting.”

„Obwohl sich Takahashis 25teilige Animationsserie sehr langsam beginnt und nur zögerlich die Charaktere als mehr als nur Automaten für verschiedene militärische Funktionen enthüllt, wenn die Geschichte sich erst einmal zu entfalten beginnt und die Figuren als Individuen erscheinen, wird die Serie aufregend und emotional wirkungsvoll.“